# 인천개흥초등학교
인천개흥초등학교(仁川開興初等學校)는 대한민국 인천광역시 부평구에 있는 공립 초등학교이다.

## 학교 연혁
- 1992년 5월 4일: 개교

## 참고 자료
- 인천개흥초등학교 - 한국교육학술정보원 학교알리미